# Саранчуковский сельский совет
Саранчуковский сельский совет (укр. Саранчуківська сільська рада) — входит в состав
Бережанского района
Тернопольской области
Украины.
Административный центр сельского совета находится в 
с. Саранчуки.

## Населённые пункты совета
- с. Саранчуки
- с. Базниковка